# Final da Liga dos Campeões da UEFA de 2009–10
A Final da Liga dos Campeões da UEFA de 2009–10 foi a 55ª edição da decisão da Liga dos Campeões da UEFA, que teve como adversários o Bayern de Munique, da Alemanha, e a Internazionale, da Itália. Foi jogada no Estádio Santiago Bernabéu, em Madri, na Espanha, em 22 de Maio de 2010, pela quarta vez após 1957, 1969 e 1980.
Foi a primeira final da história disputada num sábado, decisão tomada em novembro de 2007.
A Inter se sagrou campeã após bater o Bayern por 2 a 0, com dois gols de Diego Milito, aos 35' e aos 70' minutos.

## Antes da partida

### Escolha do estádio
O Santiago Bernabéu foi escolhido para sediar a final da Liga de 2009-10 em 2008 pelo comitê executivo da UEFA. De acordo com este, os critérios principais que levaram o estádio espanhol a ser escolhido foram a segurança, a capacidade e as acomodações, entre outras. Ainda em 2007, havia-se decidido que a partida seria disputa num sábado pela primeira vez na história da competição.

### Venda e distribuição de ingressos
Para cada clube, foram disponibilizados 21.000 ingressos, para que este os comercialize entre seus fãs e torcedores. Apenas 11.000 foram postos à venda direta pela UEFA. Boas porcentagens desses ingressos distribuídos entre os clubes e o resto ainda disponível tiveram de ser reservados para jovens.

### Desempenhos dos finalistas
O Bayern de Munique teve a pior campanha de todos os quatro semifinalistas, com 5 vitórias, 1 empate e 4 derrotas, tendo conquistado a 2ª colocação no Grupo A da Liga, 6 pontos atrás do Bordeaux. Nas fases finais, conseguiu a classificação pela regra do gol fora de casa por duas oportunidades, contra Fiorentina e Manchester United, ambos vencidos por 2 a 1 no jogo de ida, na Alemanha, e perdidos por 3 a 2 no de volta. Já na semifinal, foram duas vitórias diante do Lyon, por 1 a 0 e 3 a 0.
A Internazionale teve momentos bem distintos na competição. Depois de ter feito a pior campanha dentre os classificados na fase de grupos, passou por Chelsea e CSKA Moscou com quatro vitórias nas oitavas e quartas-de-final. Nas semifinais, contra o favorito Barcelona, conseguiu fazer o resultado em casa, vencendo por 3 a 1, e suportou a pressão catalã no Camp Nou, perdendo "apenas" por 1 a 0.

## Detalhes da partida
| 22 de maio de 2010 | Bayern de Munique | 0 – 2 | Internazionale  | Santiago Bernabéu, Madri             |
| 20:45 (UTC+2)      |                   |       | Milito 35', 70' | Público: 73 170 Árbitro: Howard Webb |

| Bayern de Munique | Internazionale |

| BAYERN MUNICH: |    |                        |     |     |
|                |    |                        |     |     |
| G              | 22 | Hans-Jörg Butt         |     |     |
| LD             | 21 | Philipp Lahm           |     |     |
| Z              | 5  | Daniel Van Buyten      |     |     |
| Z              | 6  | Martin Demichelis      | 26' |     |
| LE             | 28 | Holger Badstuber       |     |     |
| V              | 17 | Mark van Bommel        | 78' |     |
| V              | 31 | Bastian Schweinsteiger |     |     |
| M              | 10 | Arjen Robben           |     |     |
| M              | 25 | Thomas Müller          |     |     |
| M              | 8  | Hamit Altintop         |     | 63' |
| A              | 11 | Ivica Olić             |     | 74' |
| Reservas:      |    |                        |     |     |
| G              | 1  | Michael Rensing        |     |     |
| LD             | 13 | Andreas Görlitz        |     |     |
| LE             | 26 | Diego Contento         |     |     |
| V              | 44 | Anatoliy Tymoshchuk    |     |     |
| M              | 23 | Danijel Pranjić        |     |     |
| A              | 18 | Miroslav Klose         |     | 63' |
| A              | 33 | Mario Gomez            |     | 74' |
| Treinador:     |    |                        |     |     |
| Louis van Gaal |    |                        |     |     |

| INTERNAZIONALE: |    |                   |     |       |
|                 |    |                   |     |       |
| G               | 12 | Júlio César       |     |       |
| LD              | 13 | Maicon            |     |       |
| Z               | 6  | Lúcio             |     |       |
| Z               | 25 | Walter Samuel     |     |       |
| LE              | 26 | Cristian Chivu    | 30' | 68'   |
| V               | 4  | Javier Zanetti    |     |       |
| V               | 19 | Esteban Cambiasso |     |       |
| M               | 10 | Wesley Sneijder   |     |       |
| M               | 9  | Samuel Eto'o      |     |       |
| A               | 22 | Diego Milito      |     | 90+2' |
| M               | 27 | Goran Pandev      |     |       |
| Reservas:       |    |                   |     |       |
| G               | 1  | Francesco Toldo   |     |       |
| Z               | 2  | Iván Córdoba      |     |       |
| Z               | 23 | Marco Materazzi   |     | 90+2' |
| V               | 11 | Sulley Muntari    |     |       |
| M               | 5  | Dejan Stanković   |     | 68'   |
| M               | 17 | McDonald Mariga   |     |       |
| A               | 45 | Mario Balotelli   |     |       |
| Treinador:      |    |                   |     |       |
| José Mourinho   |    |                   |     |       |

| Homem do jogo (UEFA): Diego Milito Homem do jogo (fãs): Wesley Sneijder Assistentes: Mike Mullarkey Darren Cann Quarto árbitro: Martin Atkinson Árbitro reserva: Peter Kirkup |